# Nadia Nerina
Nadia Nerina, egentligen Nadine Judd, född 21 oktober 1927 i Kapstaden, död 6 oktober 2008, var en sydafrikansk ballerina.
Nerina studerade i Sydafrika innan hon 1945 for till London, där hon avlade examen vid Sadler's Wells balettskola. Hon utnämndes till prima ballerina 1952. Ett av hennes bravurnummer var i rollen som Lise i La fille mal gardée. 
Nerina var gästdansös vid bland annat Bolsjojbaletten. 1969 drog hon sig tillbaka från balettscenen. 